# Erwin Chargaff
Erwin Chargaff (Txernivtsí, Bucovina, 11 d'agost de 1905 – Nova York, EUA, 20 de juny de 2002) va ser un químic d'ètnia alemanya jueu que va emigrar als Estats Units durant el Tercer Reich. Després de primmirats experiments, Chargaff va descobrir dues regles que van ajudar la descoberta de la doble hèlix de l'ADN. Va estudiar química a Viena, després va passar dos anys a la Universitat Yale. Des de 1930 va treballar a la Universitat de Berlín fins que es trasllada a l'Institut Pasteur a París el 1933. Va analitzar les bases nitrogenades de l'ADN en diferents formes de vida, concloent que, la quantitat de purines no sempre es trobaven en proporcions iguals a les de les pirimidines (contràriament al model proposat per Levene en la seva "hipòtesi del tetranucleòtid"), la proporció era igual a totes les cèl·lules dels individus d'una espècie donada, però variava d'una espècie a una altra, el que s'ha anomenat la llei de Chargaff. El 1935 emigra a Nova York. Allà, Chargaff arriba a ésser professor en la Universitat de Colúmbia.